# Euphoria (mjukvara)
Euphoria är en mjukvara med vars hjälp det är möjligt att skapa simulerade rörelser för till exempel figurer i datorspel. Mjukvaran är utvecklad av det amerikanska företaget NaturalMotion och används i speltitlar som Grand Theft Auto IV, Backbreaker, Star Wars: The Force Unleashed II, Red Dead Redemption och Max Payne 3.